# Lepidogalaxias
Lepidogalaxias is een geslacht van straalvinnige vissen uit de familie van de Lepidogalaxiidae.

## Soort
- Lepidogalaxias salamandroides Mees, 1961